# Diocese de Treviso
A Diocese de Treviso (em latim: Dioecesis Tarvisina) é um território eclesiástico da Igreja Católica em Treviso no Vêneto, Itália. É uma diocese sufragânea na província eclesiástica do Patriarcado de Veneza.

## História
Treviso provavelmente foi cristianizado de Aquileia. Os bispos de Treviso que participaram, junto com todos os demais bispos da província eclesiástica de Aquileia, no cisma dos Três Capítulos foram: Félix; Rusticus, presente no pseudo-synodus Maranensis (589); e Félix II, que assinou a petição ao imperador Maurício (591).
Por intercessão do ancião Bispo Félix, o primeiro bispo para o qual há evidências autênticas, a cidade de Treviso foi poupada durante a invasão lombarda do Rei Alboíno (569) e se tornou a sede de um ducado. Carlos Magno fez do ducado um marquesado, estendendo-se de Belluno a Ceneda, e do Ádige ao Tagliamento.
Em 922, Treviso, que estava sob jurisdição episcopal, foi saqueada pelos Húngaros.
Em 905, o bispo Adelberto recebeu de Berengar I da Itália a jurisdição temporal da cidade, que se estendeu a Rozo (969–1001) e Rolando que aderiram ao cisma de Clemente III. O bispo Tiso (1212–1245) sofreu com a tirania de Ezzelino III da Romano, e Alberto Ricco, O. M. (1255), foi preso por pregar contra ele.
Outros bispos foram:
- Loto Gambacurta (1394), exilado pelos florentinos de seu arcebispado de Pisa;
- Giovanni Benedetti, O. P. (1418), que reformou muitos conventos de sua ordem e padres concubinários;
- Ludovico Barbo (1437), abade de S. Giustina de Pádua e reformador da ordem beneditina;
- Fra Giovanni Dacri (1478), ex-ministro geral dos franciscanos], que restaurou a catedral e reorganizou as receitas do bispado, deixando muitas fundações piedosas;
- Francesco Cornaro (1577), que fundou um seminário, introduziu as reformas do Concílio de Trento, renunciou à sua sé e foi criado cardeal;
- Bernardino Marini (1788–1817), cônego de Latrão, presente no Concílio de Paris, 1811,[5] que uniu a abadia nullius de Novisa com a Sé de Treviso
- Giuseppe Giapelli, nomeado pelo Governo austríaco, mas não reconhecido pela Santa Sé, de modo que a diocese permaneceu em crise até a morte do candidato.

O Bispo Giovanni Antonio Farina (1850) conferiu ordens sagradas a Giuseppe Sarto, mais tarde Papa Pio X.

### Consolidação
Unida a Treviso desde 1440 está a antiga Diocese de Asolo, cujos bispos são desconhecidos de 587 (Agnellus) até 1049 (Ugo); e a Diocese de Eraclea (diocese de Città Nova), uma cidade fundada nos tempos do imperador bizantino Heráclio, como um refúgio para os habitantes de Opitergium (Oderzo), que com seu bispo (Magnus) foram exilados pelos lombardos. Vinte e seis bispos são conhecidos, de 814 até a união da sé com Treviso, 1440.

### Reorganização de 1751
Em 1751, pressionado pela Áustria e Veneza, que estavam exasperadas pelas numerosas discórdias no patriarcado de Aquileia, Papa Bento XIV foi compelido a intervir nos distúrbios eclesiásticos e políticos. Na bula "Injuncta Nobis" de 6 de julho de 1751, o patriarcado de Aquileia foi completamente suprimido, e em seu lugar o Papa criou duas arquidioceses separadas, Udine e Goritza. As dioceses que tinham sido sufragâneas de Aquileia e estavam sob controle político veneziano, Treviso entre elas, foram designadas como sufragâneas da nova arquidiocese de Udine.

### Reorganização pós-napoleônica
As violentas políticas militares expansionistas da República Revolucionária Francesa trouxeram confusão e deslocamento ao Vale do Pó. Após a redistribuição de territórios europeus no Congresso de Viena, o Papado enfrentou a difícil tarefa de restaurar e reestruturar a Igreja em vários territórios, de acordo com os desejos de seus governantes. Pádua e Veneza estavam sob o controle da Áustria e, portanto, uma Concordata teve que ser negociada com o governo do Imperador Francisco. Uma das exigências do governo austríaco era a eliminação de vários metropolitanos e a supressão de vários bispados que não eram mais viáveis devido ao mau clima (malária e cólera) e ao empobrecimento das dioceses devido à migração e industrialização; esperava-se que isso fosse feito em benefício do Patriarcado de Veneza.
Papa Pio VII, portanto, emitiu a bula "De Salute Dominici Gregis" em 1º de maio de 1818, incorporando as conclusões de árduas negociações. O arcebispado metropolitano de Udine foi abolido e seu bispo feito sufragâneo em Veneza. As dioceses de Caprularum (Caorle) e Torcella foram suprimidas e seus territórios atribuídos ao Patriarcado de Veneza; Belluno e Feltre foram unidos sob um único bispo, aeque personaliter, e atribuídos a Veneza; Treviso tornou-se sufragânea de Veneza. 
O bispo Grasser foi particularmente ativo na restauração da operação e da boa ordem do seminário diocesano.

### Capítulo e catedral
Em 1684, o Capítulo da catedral era composto por três dignidades e quinze cônegos; dois dos cônegos foram designados como Teólogo e Penitenciário. Em 1750, havia três dignidades e dezoito cônegos. As dignidades eram: o Deão, o Arquidiácono e o Primicério. Em 1862, o clero da catedral incluía: o Deão, o Arquidiácono, o Primicério e onze cônegos, cinco dos quais estavam vagos.
À catedral foi anexado o batistério de S. Giovanni Battista, que também era uma igreja paroquial. Ele foi incorporado à catedral e ficou sob a administração dos Cônegos em 1188. Foi o único batistério na cidade de Treviso e seus subúrbios até 1809.

## Bispos

### Desde 1800
Sede vacante (1818–1822)
- Giuseppe Grasser (1822–1828)[16]
- Sebastiano Soldati (1829–1849)[17]
- Giovanni Antonio Farina (1850–1860)[18]
- Federico Maria Zinelli (1861–1879)
- Giuseppe Callegari (1880–1882, Bispo de Pádua})
- Giuseppe Apollonio (1882–1903)
- Andrea Giacinto Bonaventura Longhin, O.F.M. Cap. (1904–1936)
- Antonio Mantiero (1936–1956)
- Egídio Negrín (1956–1958)
- Antonio Mistrorigo (1958–1988 Aposentado)
- Paolo Magnani (1988–2003 Aposentado)[19]
- Andrea Bruno Mazzocato (2003–2009)[20]
- Gianfranco Agostino Gardin, O.F.M. Conv. (2009–2019)[21]
- Michele Tomasi (2019 – )[22]